# Józef Horoszkiewicz
Józef Horoszkiewicz (ur. 10 września 1841, zm. 10 kwietnia 1922) – polski urzędnik kolejowy.

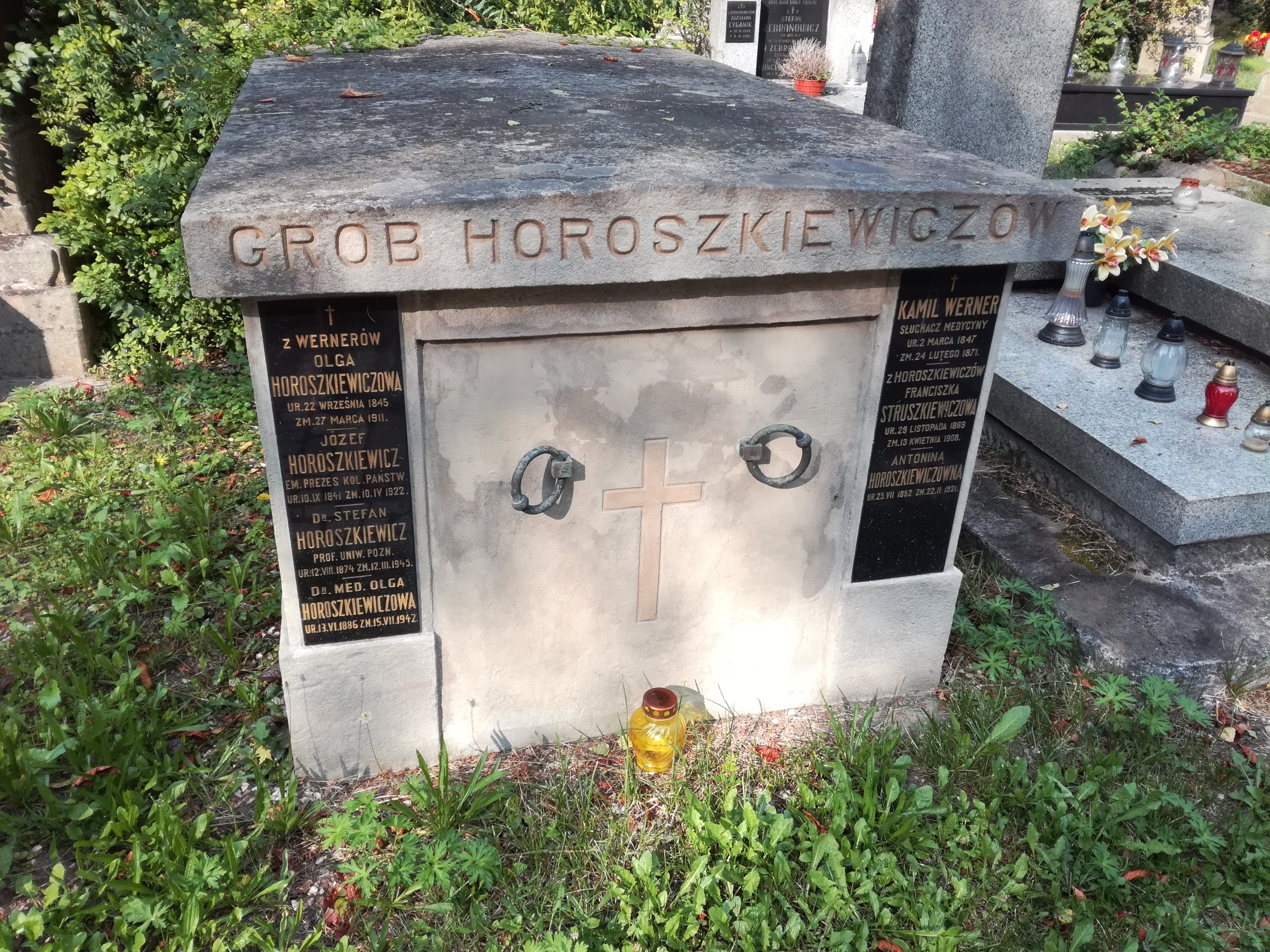
Grobowiec rodzinny Horoszkiewiczów

## Życiorys
W okresie zaboru austriackiego w ramach autonomii galicyjskiej sprawował stanowisko dyrektora C.K. Dyrekcji Kolei w Krakowie. Otrzymał tytuł c.k. Radcy Dworu. Po około 10 latach na posadzie w 1909 przeszedł w stan spoczynku.
Od 1878 do 1915 był członkiem zwyczajnym Polskiego Towarzystwa Politechnicznego we Lwowie. W 1914 był prezesem wydziału Krakowskiego Towarzystwa Technicznego.
Został pochowany w grobowcu rodzinnym na cmentarzu Rakowickim w Krakowie. Był żonaty z Olgą z domu Werner (1845–1911). Ich synem był Stefan Horoszkiewicz (1874–1945).

## Odznaczenia
austro-węgierskie
- Kawaler Orderu Leopolda (1908)[5][4]
- Kawaler Orderu Franciszka Józefa (1898)[6][1][4]
- Medal Jubileuszowy Pamiątkowy dla Cywilnych Funkcjonariuszów Państwowych (przed 1914)[4]
- Krzyż Jubileuszowy dla Cywilnych Funkcjonariuszów Państwowych (przed 1914)[4]

inne
- Pro Ecclesia et Pontifice – Watykan (1903)[7][1][4]
- Komandor Orderu Lwa i Słońca II klasy z gwiazdą – Persja (1903)[7][1][4]
- Oficer Orderu Gwiazdy – Królestwo Rumunii (przed 1910)[1][4]